# Первис, Родни
Родни О’Кит Первис (англ. Rodney O'Keith Purvis; родился 14 февраля 1994 года в Гринвилле, Северная Каролина, США) — американский профессиональный баскетболист, играющий на позиции атакующего защитника за украинский клуб «Черкасские мавпы».

## Школьная карьера
В октябре 2010 года Первис перешел из своего класса в более старший класс. Он сказал, что с успеваемостью у него все в порядке, и он хочет побыстрее поступить в колледж. Весной 2011 года он договорился с Луисвиллским университетом, но в мае обнулил договоренность после того, как тренер Тим Фуллер ушел в Миссури. 30 сентября 2011 он объявил о намерении играть с Марком Готтфридом за Университет штата Северная Каролина, отказав Коннектикутскому университету, университету Мемфиса, университету Дьюка, Миссурийскому университету и университету штата Огайо.
В 2012 получил звание "игрока года штата Северная Каролина. Первис играл в 2012 году на всеамериканском матче Макдональдс (ежегодном выступлении лучших бакетболистов среди учеников школ) 14 апреля 2012 года Первис в матче «Джордан Бренд Классик» (состязания школьников США) набрал 22 очка, 2 подбора и 3 перехвата. В этом матче он наряду с Шабаззом Мухаммадом получил звание MVP.
Аналитик ESPN Ди Джей Куинн писал, что «за короткий промежуток времени Первис зарекомендовал себя, как атлетичную, сильную забивающую угрозу. Поскольку он отличный в бросках с ведения и результативный „в краске“, против него трудно защищаться. Атакующий напор, который он переносит на табло, делает его одним из лучших атакующих игроков своего возраста». Он привел некоторое сравнение с игроком той же позиции Джоном Уоллом, хотя Первис и пытался отмахнуться от подобного сравнения. Согласно ESPN, Родни был 15 номером в списке лучших рекрутов в своей позиции. Согласно ресурсу Rivals.com Первис был 12-м в этом списке.

## Карьера в колледже
В своём единственном сезоне в университете штата Северная Каролина Первис сыграл 35 игр, набирая в среднем 8,3 очка и 2,4 подбора за игру. Процент попаданий двухочковых был 44 %, трёхочковых — 38,2 %. 12 ноября Родни получил звание "лучшего новичка Американской спортивной конференции. 27 февраля Первис набрал 21 очко в игре против Бостонского колледжа. Несмотря на это, его игровое время было уменьшено в связи с тем, что тренер Готтфрид с стартовый состав ставил играть Ти Джей Уоррена. В последних четырех играх Родни набирал в среднем 12 очков за 12,8 минут игрового времени. О своем переходе в Коннектикут Первис заявил 5 апреля 2013 года. Баскетболист заявил, что университет Северной Каролины ему не подходит и он хочет уйти. В декабре 2013 года Первис перенес операцию на плече.
В течение двух летних игр Первис вынужден был пропускать игры. 2 марта 2015 года Родни был назван игроком недели Американской спортивной конференции после того, как провел великолепную игру против Южного методистского университета и набрал 28 очков, 3 передачи и 3 перехвата.
20 декабря 2015 года в игре против университета Массачусетса в Лоуэлле Первис забросил 28 очков. Родни помогал команде, забрасывая 12,8 очков, выполняя 2 передачи и 0,9 подбора в среднем за игру за протяжение 36 игр. Игрок отказался от участия в драфте НБА 2016 года. Летом 2016 года Родни тренировался в лагере подготовки защитников, основанном Крисом Полом

## Профессиональная карьера

### Лэйкленд Мэджик (2017—2018)
После неудачной попытки в драфте НБА 2017 года, Первис присоединился к Юта Джаз в течение летней лиги НБА 2017. 9 октября 2017 года баскетболист подписал негарантированный контракт с Орландо Мэджик, но позже еще до начала сезона команда от него отказалась 23 октября 2017 года Первис был включён в тренировочный список Лэйкленд Мэджик.

### Орландо Мэджик (2018-present)
8 марта 2018 года клуб Орландо Мэджик объявил о том, что подписал 10-дневный контракт с Первисом. Дебют Родни в НБА состоялся на следующий день против Сакраменто Кингс, игрок провел на паркете 10 минут. 18 марта Первис подписал свой второй 10-дневный контракт, а также 28 марта контракт на остаток сезона.

## Статистика

### Статистика в НБА
| Сезон                                                                                    | Команда | Регулярный сезон | Регулярный сезон | Регулярный сезон | Регулярный сезон | Регулярный сезон | Регулярный сезон | Регулярный сезон | Регулярный сезон | Регулярный сезон | Регулярный сезон | Регулярный сезон | Серия плей-офф | Серия плей-офф | Серия плей-офф | Серия плей-офф | Серия плей-офф | Серия плей-офф | Серия плей-офф | Серия плей-офф | Серия плей-офф | Серия плей-офф | Серия плей-офф |
| Сезон                                                                                    | Команда | GP               | GS               | MPG              | FG%              | 3P%              | FT%              | RPG              | APG              | SPG              | BPG              | PPG              | GP             | GS             | MPG            | FG%            | 3P%            | FT%            | RPG            | APG            | SPG            | BPG            | PPG            |
| ---------------------------------------------------------------------------------------- | ------- | ---------------- | ---------------- | ---------------- | ---------------- | ---------------- | ---------------- | ---------------- | ---------------- | ---------------- | ---------------- | ---------------- | -------------- | -------------- | -------------- | -------------- | -------------- | -------------- | -------------- | -------------- | -------------- | -------------- | -------------- |
| 2017/18                                                                                  | Орландо | 16               | 2                | 18,1             | 32,7             | 25,0             | 86,7             | 1,7              | 1,1              | 0,2              | 0,2              | 6,0              | Не участвовал  | Не участвовал  | Не участвовал  | Не участвовал  | Не участвовал  | Не участвовал  | Не участвовал  | Не участвовал  | Не участвовал  | Не участвовал  | Не участвовал  |
|                                                                                          | Всего   | 16               | 2                | 18,1             | 32,7             | 25,0             | 86,7             | 1,7              | 1,1              | 0,2              | 0,2              | 6,0              | Не участвовал  | Не участвовал  | Не участвовал  | Не участвовал  | Не участвовал  | Не участвовал  | Не участвовал  | Не участвовал  | Не участвовал  | Не участвовал  | Не участвовал  |
| Наведите курсор мыши на аббревиатуры в заголовке таблицы, чтобы прочесть их расшифровку. |         |                  |                  |                  |                  |                  |                  |                  |                  |                  |                  |                  |                |                |                |                |                |                |                |                |                |                |                |

### Статистика в Джи-Лиге
| Сезон                                                                                    | Команда          | Регулярный сезон | Регулярный сезон | Регулярный сезон | Регулярный сезон | Регулярный сезон | Регулярный сезон | Регулярный сезон | Регулярный сезон | Регулярный сезон | Регулярный сезон | Регулярный сезон | Серия плей-офф | Серия плей-офф | Серия плей-офф | Серия плей-офф | Серия плей-офф | Серия плей-офф | Серия плей-офф | Серия плей-офф | Серия плей-офф | Серия плей-офф | Серия плей-офф |
| Сезон                                                                                    | Команда          | GP               | GS               | MPG              | FG%              | 3P%              | FT%              | RPG              | APG              | SPG              | BPG              | PPG              | GP             | GS             | MPG            | FG%            | 3P%            | FT%            | RPG            | APG            | SPG            | BPG            | PPG            |
| ---------------------------------------------------------------------------------------- | ---------------- | ---------------- | ---------------- | ---------------- | ---------------- | ---------------- | ---------------- | ---------------- | ---------------- | ---------------- | ---------------- | ---------------- | -------------- | -------------- | -------------- | -------------- | -------------- | -------------- | -------------- | -------------- | -------------- | -------------- | -------------- |
| 2017/18                                                                                  | Лейкленд Мэджик  | 39               | 39               | 38,0             | 42,5             | 39,4             | 77,8             | 3,9              | 3,4              | 1,4              | 0,2              | 20,5             | Не участвовал  | Не участвовал  | Не участвовал  | Не участвовал  | Не участвовал  | Не участвовал  | Не участвовал  | Не участвовал  | Не участвовал  | Не участвовал  | Не участвовал  |
| 2018/19                                                                                  | Су-Фолс Скайфорс | 49               | 29               | 33,1             | 38,2             | 30,9             | 69,7             | 3,9              | 3,8              | 0,9              | 0,3              | 14,5             | Не участвовал  | Не участвовал  | Не участвовал  | Не участвовал  | Не участвовал  | Не участвовал  | Не участвовал  | Не участвовал  | Не участвовал  | Не участвовал  | Не участвовал  |
|                                                                                          | Всего            | 88               | 68               | 35,3             | 40,4             | 34,8             | 73,7             | 3,9              | 3,6              | 1,1              | 0,3              | 17,2             | Не участвовал  | Не участвовал  | Не участвовал  | Не участвовал  | Не участвовал  | Не участвовал  | Не участвовал  | Не участвовал  | Не участвовал  | Не участвовал  | Не участвовал  |
| Наведите курсор мыши на аббревиатуры в заголовке таблицы, чтобы прочесть их расшифровку. |                  |                  |                  |                  |                  |                  |                  |                  |                  |                  |                  |                  |                |                |                |                |                |                |                |                |                |                |                |

### Статистика в колледже
| Сезон                                                                                   | Команда           | GP  | GS  | MPG  | FG%  | 3P%  | FT%  | RPG | APG | SPG | BPG | PPG  |  |
| --------------------------------------------------------------------------------------- | ----------------- | --- | --- | ---- | ---- | ---- | ---- | --- | --- | --- | --- | ---- |  |
| 2012/13                                                                                 | Северная Каролина | 34  | 23  | 26,0 | 44,4 | 39,5 | 51,2 | 2,4 | 1,3 | 0,6 | 0,1 | 8,5  |  |
| 2014/15                                                                                 | Коннектикут       | 33  | 24  | 28,7 | 42,9 | 36,0 | 53,8 | 2,4 | 1,2 | 0,8 | 0,2 | 11,6 |  |
| 2015/16                                                                                 | Коннектикут       | 36  | 21  | 28,8 | 43,4 | 38,5 | 65,7 | 3,0 | 2,1 | 0,9 | 0,1 | 12,8 |  |
| 2016/17                                                                                 | Коннектикут       | 33  | 32  | 36,9 | 37,2 | 34,1 | 81,1 | 4,2 | 2,5 | 1,0 | 0,2 | 13,8 |  |
|                                                                                         | Всего             | 136 | 100 | 30,0 | 42,0 | 37,1 | 62,9 | 2,9 | 1,8 | 0,8 | 0,2 | 12,0 |  |
| Наведите курсор мыши на аббревиатуры в заголовке таблицы, чтобы прочесть их расшифровку |                   |     |     |      |      |      |      |     |     |     |     |      |  |